# Bab Laassal

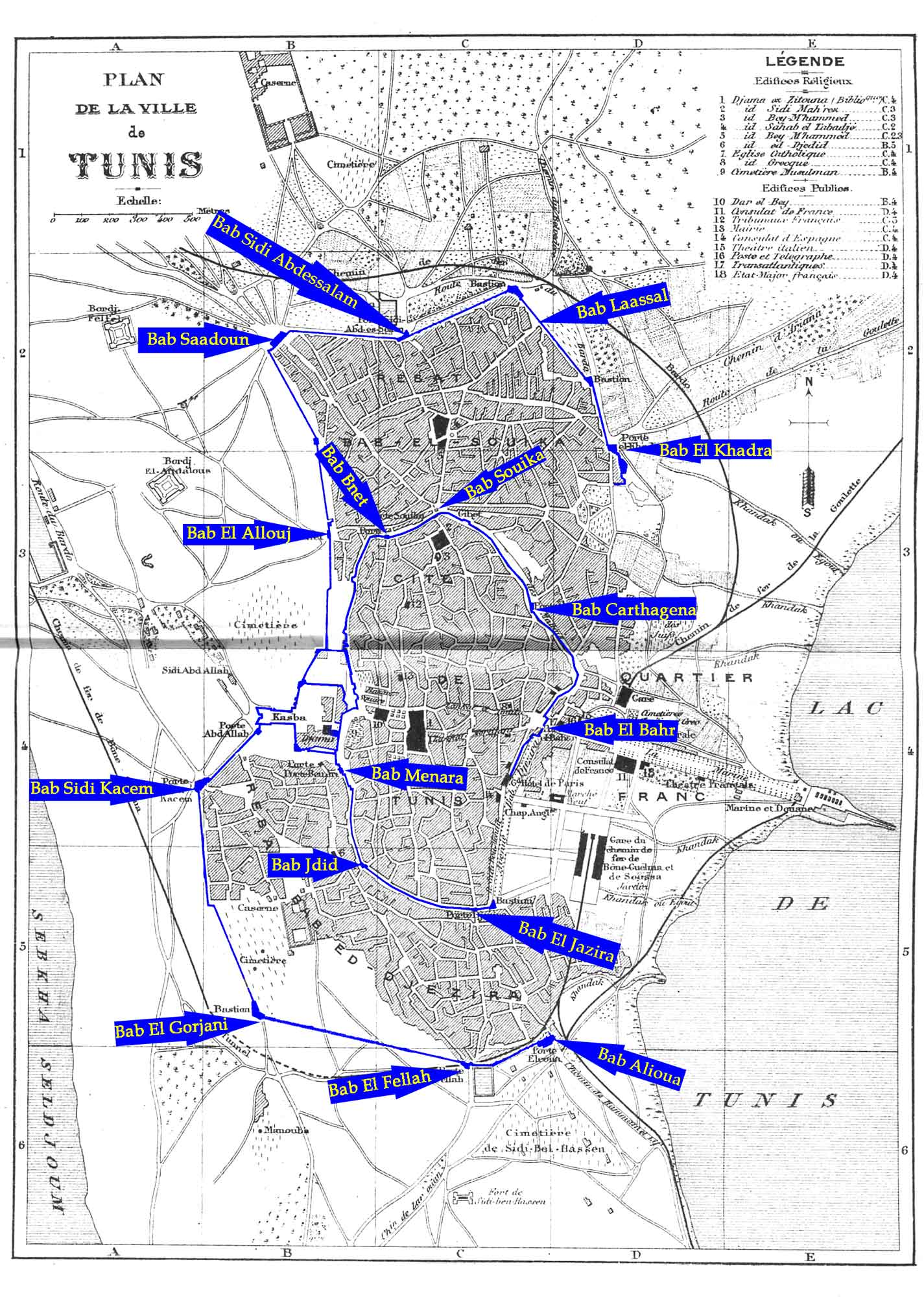
Kaart van Tunis uit 1888: Bab Laassal is de eerste aan de rechterkant.

De Bab Laassal is een stadspoort aan de rand van de Tunesische hoofdstad Tunis. Het bouwwerk werd gebouwd tijdens het Ottomaanse Rijk en loopt aan dezelfde muur als de Bab Sidi Kacem, Bab Sidi Abdesselam en de Bab el Gorjani.